# 흰배줄독수리
흰배줄독수리 또는 보넬리독수리(학명: Aquila fasciata)는 대형 맹금류이다. 흰배줄독수리의 일반명인 보넬리독수리는 이탈리아의 조류학자 겸 수집가 프랑코 안드레아 보넬리를 기념하여 붙여진 것으로, 그는 주로 사르데냐 답사를 통해 수집한 표본으로 명성을 얻었다. 몇몇 오래된 서적에서는 이 종을 부채꼬리뿔매(crestless hawk-eagle)라고도 표시한다. 모든 수리류들처럼, 흰배줄독수리도 수리과에 속한다. 깃털 달린 다리는 이 종이 검독수리아과 혹은 흰점어깨수리의 아과 중 하나라는 점을 나타낸다. 남유럽, 아프리카 사하라 사막의 산간 지대, 인도아대륙 전역에서 인도네시아에 이르는 넓은 지역에서 서식한다. 대 유라시아 대륙에서, 흰배줄독수리는 서쪽으로 멀리는 포르투갈과 동쪽으로 멀리는 중난 및 태국에 이르는 범위에서 둥지를 트는 종이기도 하며, 보통은 텃새이다. 흰배줄독수리는 바위벽이나 험한 바위 위와 숲이 있는 지역으로 트여있고, 반건조한 기후에, 해발 1500m 높이에 있는, 구릉이나 산악 서식지에서 자주 발견된다. 부분적으론 기회주의적 동물이라 여겨지지만, 이 독수리는 특정 조류와 포유류, 특히 토끼, 닭목, 비둘기 등에 특화된 포식자이다. 이에 대한 증거로, 안정적인 먹잇감 개체 수가 감소하거나 지역적으로 산개되어 있을 경우, 흰배줄독수리는 다양한 조류 종들의 기회주의적 포식자로 먹이 수급 방식을 바꾼다. 넓은 지역에서 꾸준히 발견되는 것과 IUCN이 관심대상종으로서 지정함에도, 개채 수가 유럽 서식지 전역을 포함해, 여러 곳에서 급감하고 있으며, 널리 퍼진 서식지 파괴, 송전탑에 의한 감전사, 지속적인 박해로 지역 절멸에 놓일 수 있다.

## 분류학
흰배줄독수리는 수리과의 하위 단계통군이라기보다는 검독수리아과 혹은 흰점어깨수리의 개체이다. 최소 38종이 현재 깃털 달린 다리라는 특징을 지닌, 검둥수리 혹은 흰점어깨수리과에 속한다. 아프리카뿔매가 한때 흰배줄독수리와 같은 종으로 분류되었으나 두 종 간의 형태학적 차이점, 생활사적 차이, 이들 간의 상당한 이소적 종분화는 두 개체가 별도의 종이라 여기게 했다. 이러한 차이점에도 두 종은 매우 유사하기에 여전히 종 복합군이라 여겨진다. 최근 DNA 연구 결과로 두 종은, 2014년에 또다른 개체 종 카생뿔매 (Aquila africana)와 함께 흰점어깨수리속에서 검독수리속으로 옮겨졌다. 더욱이 놀라운 것은, 흰배줄독수리, 아프리카뿔매, 카생뿔매들이 흰허리독수리 (Aquila verreauxii), 거니 독수리 (Aquila gurneyi), 쐐기꼬리수리 (Aquila audax) 등이 속한, 검독수리 (Aquila chrysaetos) 종 복합군에 대해 유전학적으로 밀접한 관련성을 띤다는 사실이 발견되었다는 것이다. 이 종들은 날개와 꼬리, 다리의 비율 차이 (서식지에 따라 적응에 의한 것) 및 깃털 색깔이 좀더 어두운 등의 차이와 함께, 흰배줄독수리와 아프리카뿔매 보다 모두 몸집이 크다. 추가적으로, 수리과의 전통적인 네 종들은 일반적으로 보다 어두운 색상과 함께 상대적으로 크고 긴 날개가 있는 점에서 검독수리 복합군과 피상적 유사성을 보여주고 있지만, 별도의 종 복합군으로 밝혀졌다. 흰배줄독수리의 유라시아 서식지 전역에서 발견되는 명목상 아종 외에, A. f. renschi이라는 아종이 소순다 열도에서 산다. 소순다의 종은 몸집이 작고, 흰배줄독수리와 비교되었을 때 좀 더 두드러진 가로줄무늬 깃털이 있는 편이며, 꼬리, 배, 허벅지에 좀 더 두드리지게 나타난다. 동시에 소순다의 제한되고 매우 고립된 서식지는 연구자들이 A. f. renschi가 별도 완전한 개체가 아닐까라는 추측을 야기하기도 했지만 근래의 연구에서 이 종이 별도의 종으로 생각될 만큼 유전학적으로 뚜렷함이 부족한 것으로 나타났다. 추가적으로, 가장 최근의 연구 분석 결과는 소순다의 다른 야생 조류 일부들이 이른 시기 인간의 도입으로 인해 섬에 도달한 것이었기에, 이 섬의 흰배줄독수리의 존재에서 역할을 했던 (고대 매사냥꾼들에 의한) 초기 도입 가능성을 배재할 수 없었다.

### 계통 분류
2021년 카타나흐(Catanach) 등과 생스터(Sangster) 등의 연구에 기초한 검독수리속 계통 분류이다.
|  | 황갈색수리                                                      |
|  |                                                                 |
|  | \| \| 스페인흰죽지수리 \| \| \| \| \| \| 흰죽지수리 \| \| \| \| |
|  |                                                                 |
|  | 스페인흰죽지수리                                                |
|  |                                                                 |
|  | 흰죽지수리                                                      |
|  |                                                                 |

|  | 스페인흰죽지수리 |
|  |                  |
|  | 흰죽지수리       |
|  |                  |

|  | 황갈색수리                                                      |
|  |                                                                 |
|  | \| \| 스페인흰죽지수리 \| \| \| \| \| \| 흰죽지수리 \| \| \| \| |
|  |                                                                 |
|  | 스페인흰죽지수리                                                |
|  |                                                                 |
|  | 흰죽지수리                                                      |
|  |                                                                 |

|  | 스페인흰죽지수리 |
|  |                  |
|  | 흰죽지수리       |
|  |                  |

|  | 모루칸검독수리 |
|  |                |
|  | 쐐기꼬리독수리 |
|  |                |

|  | 흰허리독수리                                                  |
|  |                                                               |
|  | \| \| 흰배줄독수리 \| \| \| \| \| \| 아프리카뿔매 \| \| \| \| |
|  |                                                               |
|  | 흰배줄독수리                                                  |
|  |                                                               |
|  | 아프리카뿔매                                                  |
|  |                                                               |

|  | 흰배줄독수리 |
|  |              |
|  | 아프리카뿔매 |
|  |              |

|  | 모루칸검독수리 |
|  |                |
|  | 쐐기꼬리독수리 |
|  |                |

|  | 흰허리독수리                                                  |
|  |                                                               |
|  | \| \| 흰배줄독수리 \| \| \| \| \| \| 아프리카뿔매 \| \| \| \| |
|  |                                                               |
|  | 흰배줄독수리                                                  |
|  |                                                               |
|  | 아프리카뿔매                                                  |
|  |                                                               |

|  | 흰배줄독수리 |
|  |              |
|  | 아프리카뿔매 |
|  |              |

|  | 모루칸검독수리 |
|  |                |
|  | 쐐기꼬리독수리 |
|  |                |

|  | 흰허리독수리                                                  |
|  |                                                               |
|  | \| \| 흰배줄독수리 \| \| \| \| \| \| 아프리카뿔매 \| \| \| \| |
|  |                                                               |
|  | 흰배줄독수리                                                  |
|  |                                                               |
|  | 아프리카뿔매                                                  |
|  |                                                               |

|  | 흰배줄독수리 |
|  |              |
|  | 아프리카뿔매 |
|  |              |

|  | 모루칸검독수리 |
|  |                |
|  | 쐐기꼬리독수리 |
|  |                |

|  | 흰허리독수리                                                  |
|  |                                                               |
|  | \| \| 흰배줄독수리 \| \| \| \| \| \| 아프리카뿔매 \| \| \| \| |
|  |                                                               |
|  | 흰배줄독수리                                                  |
|  |                                                               |
|  | 아프리카뿔매                                                  |
|  |                                                               |

|  | 흰배줄독수리 |
|  |              |
|  | 아프리카뿔매 |
|  |              |

|  | 모루칸검독수리 |
|  |                |
|  | 쐐기꼬리독수리 |
|  |                |

|  | 흰허리독수리                                                  |
|  |                                                               |
|  | \| \| 흰배줄독수리 \| \| \| \| \| \| 아프리카뿔매 \| \| \| \| |
|  |                                                               |
|  | 흰배줄독수리                                                  |
|  |                                                               |
|  | 아프리카뿔매                                                  |
|  |                                                               |

|  | 흰배줄독수리 |
|  |              |
|  | 아프리카뿔매 |
|  |              |

|  | 모루칸검독수리 |
|  |                |
|  | 쐐기꼬리독수리 |
|  |                |

|  | 흰허리독수리                                                  |
|  |                                                               |
|  | \| \| 흰배줄독수리 \| \| \| \| \| \| 아프리카뿔매 \| \| \| \| |
|  |                                                               |
|  | 흰배줄독수리                                                  |
|  |                                                               |
|  | 아프리카뿔매                                                  |
|  |                                                               |

|  | 흰배줄독수리 |
|  |              |
|  | 아프리카뿔매 |
|  |              |

|  | 모루칸검독수리 |
|  |                |
|  | 쐐기꼬리독수리 |
|  |                |

|  | 흰허리독수리                                                  |
|  |                                                               |
|  | \| \| 흰배줄독수리 \| \| \| \| \| \| 아프리카뿔매 \| \| \| \| |
|  |                                                               |
|  | 흰배줄독수리                                                  |
|  |                                                               |
|  | 아프리카뿔매                                                  |
|  |                                                               |

|  | 흰배줄독수리 |
|  |              |
|  | 아프리카뿔매 |
|  |              |

|  | 모루칸검독수리 |
|  |                |
|  | 쐐기꼬리독수리 |
|  |                |

|  | 흰허리독수리                                                  |
|  |                                                               |
|  | \| \| 흰배줄독수리 \| \| \| \| \| \| 아프리카뿔매 \| \| \| \| |
|  |                                                               |
|  | 흰배줄독수리                                                  |
|  |                                                               |
|  | 아프리카뿔매                                                  |
|  |                                                               |

|  | 흰배줄독수리 |
|  |              |
|  | 아프리카뿔매 |
|  |              |

|  | 황갈색수리                                                      |
|  |                                                                 |
|  | \| \| 스페인흰죽지수리 \| \| \| \| \| \| 흰죽지수리 \| \| \| \| |
|  |                                                                 |
|  | 스페인흰죽지수리                                                |
|  |                                                                 |
|  | 흰죽지수리                                                      |
|  |                                                                 |

|  | 스페인흰죽지수리 |
|  |                  |
|  | 흰죽지수리       |
|  |                  |

|  | 황갈색수리                                                      |
|  |                                                                 |
|  | \| \| 스페인흰죽지수리 \| \| \| \| \| \| 흰죽지수리 \| \| \| \| |
|  |                                                                 |
|  | 스페인흰죽지수리                                                |
|  |                                                                 |
|  | 흰죽지수리                                                      |
|  |                                                                 |

|  | 스페인흰죽지수리 |
|  |                  |
|  | 흰죽지수리       |
|  |                  |

|  | 모루칸검독수리 |
|  |                |
|  | 쐐기꼬리독수리 |
|  |                |

|  | 흰허리독수리                                                  |
|  |                                                               |
|  | \| \| 흰배줄독수리 \| \| \| \| \| \| 아프리카뿔매 \| \| \| \| |
|  |                                                               |
|  | 흰배줄독수리                                                  |
|  |                                                               |
|  | 아프리카뿔매                                                  |
|  |                                                               |

|  | 흰배줄독수리 |
|  |              |
|  | 아프리카뿔매 |
|  |              |

|  | 모루칸검독수리 |
|  |                |
|  | 쐐기꼬리독수리 |
|  |                |

|  | 흰허리독수리                                                  |
|  |                                                               |
|  | \| \| 흰배줄독수리 \| \| \| \| \| \| 아프리카뿔매 \| \| \| \| |
|  |                                                               |
|  | 흰배줄독수리                                                  |
|  |                                                               |
|  | 아프리카뿔매                                                  |
|  |                                                               |

|  | 흰배줄독수리 |
|  |              |
|  | 아프리카뿔매 |
|  |              |

|  | 모루칸검독수리 |
|  |                |
|  | 쐐기꼬리독수리 |
|  |                |

|  | 흰허리독수리                                                  |
|  |                                                               |
|  | \| \| 흰배줄독수리 \| \| \| \| \| \| 아프리카뿔매 \| \| \| \| |
|  |                                                               |
|  | 흰배줄독수리                                                  |
|  |                                                               |
|  | 아프리카뿔매                                                  |
|  |                                                               |

|  | 흰배줄독수리 |
|  |              |
|  | 아프리카뿔매 |
|  |              |

|  | 모루칸검독수리 |
|  |                |
|  | 쐐기꼬리독수리 |
|  |                |

|  | 흰허리독수리                                                  |
|  |                                                               |
|  | \| \| 흰배줄독수리 \| \| \| \| \| \| 아프리카뿔매 \| \| \| \| |
|  |                                                               |
|  | 흰배줄독수리                                                  |
|  |                                                               |
|  | 아프리카뿔매                                                  |
|  |                                                               |

|  | 흰배줄독수리 |
|  |              |
|  | 아프리카뿔매 |
|  |              |

|  | 모루칸검독수리 |
|  |                |
|  | 쐐기꼬리독수리 |
|  |                |

|  | 흰허리독수리                                                  |
|  |                                                               |
|  | \| \| 흰배줄독수리 \| \| \| \| \| \| 아프리카뿔매 \| \| \| \| |
|  |                                                               |
|  | 흰배줄독수리                                                  |
|  |                                                               |
|  | 아프리카뿔매                                                  |
|  |                                                               |

|  | 흰배줄독수리 |
|  |              |
|  | 아프리카뿔매 |
|  |              |

|  | 모루칸검독수리 |
|  |                |
|  | 쐐기꼬리독수리 |
|  |                |

|  | 흰허리독수리                                                  |
|  |                                                               |
|  | \| \| 흰배줄독수리 \| \| \| \| \| \| 아프리카뿔매 \| \| \| \| |
|  |                                                               |
|  | 흰배줄독수리                                                  |
|  |                                                               |
|  | 아프리카뿔매                                                  |
|  |                                                               |

|  | 흰배줄독수리 |
|  |              |
|  | 아프리카뿔매 |
|  |              |

|  | 모루칸검독수리 |
|  |                |
|  | 쐐기꼬리독수리 |
|  |                |

|  | 흰허리독수리                                                  |
|  |                                                               |
|  | \| \| 흰배줄독수리 \| \| \| \| \| \| 아프리카뿔매 \| \| \| \| |
|  |                                                               |
|  | 흰배줄독수리                                                  |
|  |                                                               |
|  | 아프리카뿔매                                                  |
|  |                                                               |

|  | 흰배줄독수리 |
|  |              |
|  | 아프리카뿔매 |
|  |              |

|  | 모루칸검독수리 |
|  |                |
|  | 쐐기꼬리독수리 |
|  |                |

|  | 흰허리독수리                                                  |
|  |                                                               |
|  | \| \| 흰배줄독수리 \| \| \| \| \| \| 아프리카뿔매 \| \| \| \| |
|  |                                                               |
|  | 흰배줄독수리                                                  |
|  |                                                               |
|  | 아프리카뿔매                                                  |
|  |                                                               |

|  | 흰배줄독수리 |
|  |              |
|  | 아프리카뿔매 |
|  |              |

## 모습

### 크기와 형태

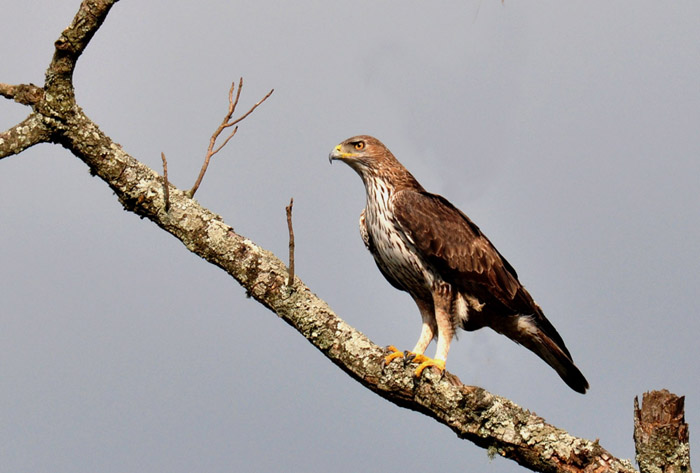
빌리기리랑가 힐스의 나무에 앉아 있는 흰배줄독수리.

흰배줄독수리는 꽤나 큰 대형 맹금류이자 중형급 독수리이다. 흰점어깨수리속으로 분류되던 때는 해당 속에서 현존하는 가장 큰 개체였지만 검독수리속으로 분류되면서 해당 속에서 가장 작은 개체가 되었다. 최근 검독수리속으로 받아들여진 종 중에서, 흰배줄독수리는 토니독수리 (Aquila rapax)와 비슷한 크기이고, 아프리카뿔매보다는 살짝 크고 카생뿔매보다는 훨씬 크다. 대부분의 맹금류들처럼, 흰배줄독수리도 다른 조류들과는 반대로 암컷이 수컷보다 큰 특징을 갖는 역(逆) 성적 이형성을 띠는데, 흰배줄독수리의 경우에는 암컷이 수컷보다 전반적으로 평균 10% 정도 크다. 다 자란 성체의 길이는 55cm에서 74cm로 다양할 수 있다. 수컷의 날개 길이는 143cm에서 163cm이고, 암컷은 156cm에서 180cm이다. 이전에는 흰배줄독수리의 무게를 1.4 kg에서 2.4 kg로 보았으나, 이 수치는 흰배줄독수리의 크기와 성적 이형성을 살짝 낮게 나타낸 것일 것이다. 서유럽의 다 자란 수컷 성체의 많은 표본들에서 1.4kg에서 2.24kg 범위와 함께 평균 무게가 1.94kg으로 측정되었고 (표본 91개 기준), 표본 87개 기준의 다 자란 암컷 성체의 경우는 2.1kg에서 3.03kg 범위와 함께 평균 2.62kg으로 측정됐다. 서유럽의 수컷 성체들은 부리에서 꼬리까지 평균 몸 길이가 65cm에, 평균 날개폭은 155cm이며, 암컷의 경우는 평균 각각70.7cm, 167.8cm로 확인되었다. 동아시아 서식지의 개체 평균 크기가 살짝 커진 것으로 보고되었지만, 체중은 인도아대륙 개체 (비록 크기에 대해선 알려진 것이 없지만)의 수컷, 암컷의 평균인 1.5 kg과 2.5 kg에 비슷하거나 조금 작았다.

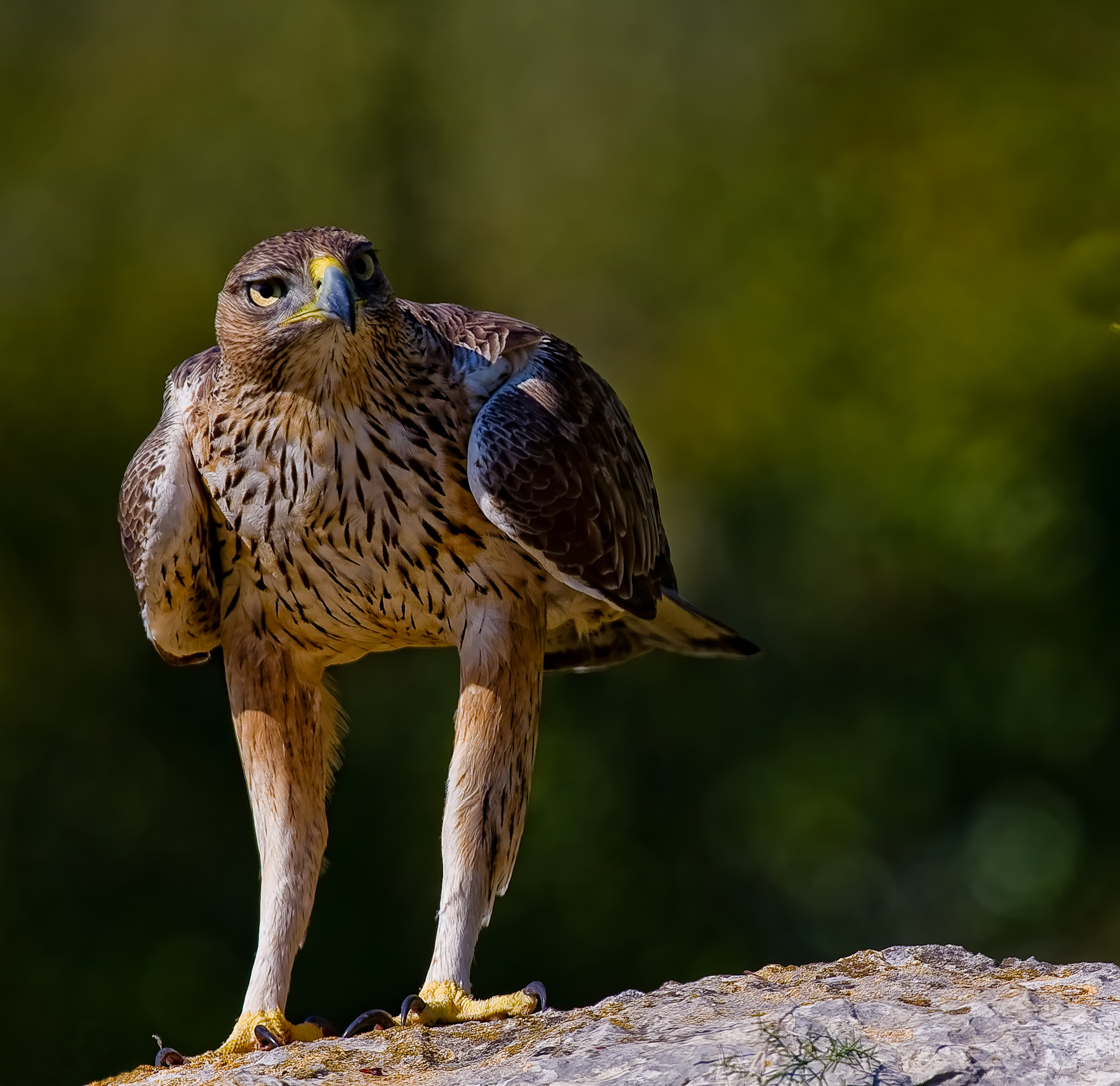
흰배줄독수리는 중형 크기의 독수리이며 길게 뻗은 다리와 큰 발 및 발톱이 특징이다.

흰배줄독수리는 일반적으로 꽤나 긴 목에 달린 중간 크기의 머리, 단단한 부리, 꽤나 긴 꼬리와 예외적으로 긴 깃털 달린 다리의 모습을 지녔다. 흰배줄독수리의 상당히 튼튼한 체형과 긴 다리의 좋은 비율의 조합은 이 종의 형태에 대해 외관상 “탄탄하다”라는 말을 하게 해주었을 것이다. 흰배줄독수리는 자주 매우 곧은 자세로 걸터 앉으며, 때로는 탁트인 바위와 나뭇가지 또는 기둥 모양을 한 곳에 앉기도 하나 특히 사냥을 할 때는 지피 식물 위에 앉기도 한다. 앉아 있을 때, 날개 끝이 꼬리 끝에 살짝 미치지 못하게 내려가는 경향이 있다. 흰배줄독수리의 표준 길이 측정 중에서, 수컷의 날개폭은 458mm부터 542mm까지 다양하며, 꼬리 길이는 237mm에서 287mm (평균 길이 268.1mm), 경족근골 길이 93mm에서 120mm (평균 길이 99.5mm), 부리 길이 40.4mm에서 45.3mm (평균 길이 43.3mm)의 서유럽 개체의 경우 평균 480.4mm이었다. 반면에 암컷의 wing chord는 478mm에서 560mm, 꼬리 길이는 246-319mm (평균 288.5mm), 경족근골 길이 93-127mm (평균 119.1mm), 부리 길이 41.3-51.8mm (평균 46.6mm)이다. A. f. renschi 종의 수컷 두 마리는 각각 wing chord 길이 444mm와 452mm로 측정되었고 같은 종 암컷 개체 한 마리는 493mm로 측정되었다. 흰배줄독수리는 짧은 꼬리와 긴 날개를 지닌 개활지 독수리와 긴 꼬리와 짧은 날개르 지닌 숲 독수리 사이 중간 쯤에 꼬리와 날개 길이가 대략적으로 비례하는데, 이 점은 흰배줄독수리가 나무에서 폭발적인 속도로 민첩한 공격을 하는 것과 개활지에서 자신의 의도를 숨기고 있다가 공격을 가하는 다양한 사냥 방식을 하게 해주었다. 흰배줄독수리의 발톱과 다리는 비례상 매우 크고 흰배줄독수리의 몸집에 비해 강력할 것이다. 특히나 독특한 발가락 쪽의 기다란 발톱 (거의 대부분의 수리과들이 사용하는 살상 도구) 또는 엄지 발톱은 흰배줄독수리 보다 몸집이 큰 흰죽지수리 (Aquila heliaca)의 발톱 보다 길고 심지어는 흰배줄독수리의 강력한 동소성 경쟁자이자, 몸집이 두 배나 큰 검독수리의 것 보다 비례상 살짝 크다. 서유럽 개체 흰배줄독수리의 엄지 발톱의 길이는 수컷의 경우 평균 37.21mm이었고 암컷의 경우는 평균 43.1mm이었으며, 최대 47mm에 이른다.

### 색상과 식별

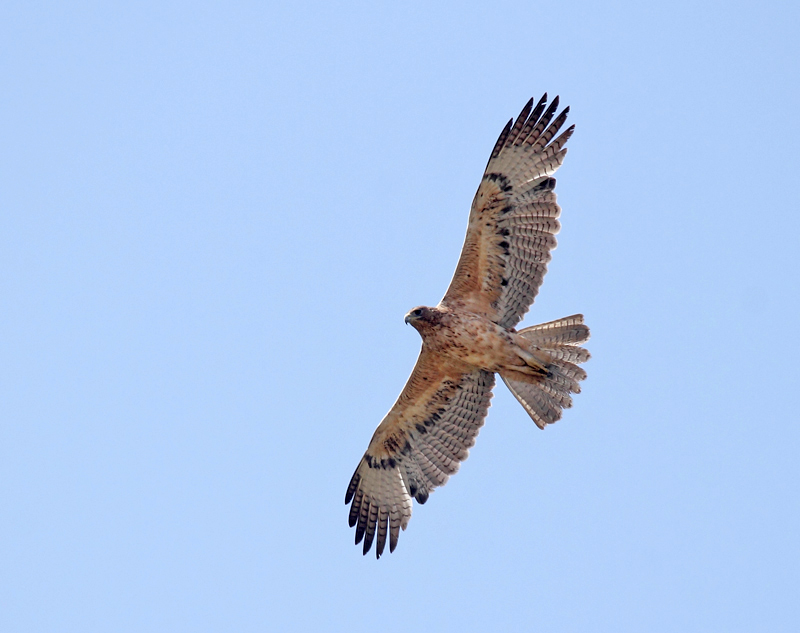
상글리구의 외각 지역, 공중에서 어린 흰배줄독수리

성체는 대부분의 깃털에 가장자리가 옅으며, 털갈이 상태뿐만 아니라 어느정도 개체별 및 지역별 차이에 따라서 다크 초콜릿에 유사한 차가운 색상에서 엄버 색상에 이르는 어두운 갈색이다. 옅은 가장자리는 날개덮깃에서 두드러진다 (이로 인하여 전반적으로 밝은 갈색을 띤다). 성체는 또한 날개덮깃에 거의 없는 것에서 (그렇다고 해서 완전히 없지는 않음) 꽤나 크고 상부쪽으로 뻗어 있는, 다양한 크기의 불규칙적인 하얀 부분들이 있다. 성체의 꼬리는 넓고 까무잡잡한 띠와 크림빛깔의 하얀 끝 부분이 있는, 불명확하고 어두운 갈색의 얉은 줄무늬가 있는 회색이다. 성체 흰배줄독수리의 머리는 옅은 색을 지닌, 어두운 갈색으로, 종종 목 쪽에 줄무늬와 하얀 부분이 있다. 아래 쪽에는 크림 색깔을 기본으로 한 다양한 크기로 산개된 까무잡잡한 어두운 계열의 줄무늬 및 물방울 무늬가 있다. 성체 암컷은 성체 수컷 보다 어둡고 좀더 패턴이 명확하고, 특히 아래 쪽이 이런 점이 두드러지며, 그외에 흰점어깨수리에서 색깔의 성적 이형은 드물다 흰배줄독수리의 줄무늬는 보통 가슴과 위쪽 옆구리에 두드러지며 하복부는 일반적으로 민무늬이거나 희미한 표시만 있다.